# Ludvig Törnqvist
Olof Ludvig Törnqvist, född 25 oktober 1891 i Malmö, död 3 maj 1961 i Ystad, var en svensk tidningsman.
Törnqvist, som var son till snickaren Per Törnqvist och Johanna Larsson, var elev vid Malmö borgarskola 1904–1905. Han var kontorsanställd i Malmö 1907–1915, i Berlin 1915–1916, medarbetare i Arbetet 1916, i tidningen Kalmar 1916–1917, studerade 1917–1918 och var medarbetare i Svenska Telegrambyrån i Malmö 1918. Han var föreståndare för nämnda byrås filial i Karlskrona 1918, medarbetare i Nordiska Presscentralen i Malmö 1918–1919, i Svenska Telegrambyrån i Malmö 1919, i Presstelegrambolaget i Malmö 1920, i Ystads-Bladet Aurora från 1920, blev redaktionssekreterare där 1923 och var chefredaktör 1943–1955. Han var ordförande i Konstföreningen i Ystad, ledamot av byggnadsnämnden, stadsbiblioteksstyrelsen, Klosterstyrelsen, Ystads turistförenings styrelse och Föreningen Nordens lokalstyrelse.